# Lancia Flaminia
Lancia Flaminia je luxusní automobil vyráběný v letech 1957 až 1970 italskou automobilkou Lancia. Byla nahrazena modelem Gamma a sama nahradila model Aurelia.